# Augochloropsis toralis
Augochloropsis toralis är en biart som först beskrevs av Joseph Vachal 1904.  Augochloropsis toralis ingår i släktet Augochloropsis och familjen vägbin. Inga underarter finns listade.